# میشائیل نیاورانی
میشائیل نیاورانی (به آلمانی: Michael Niavarani) (زاده ۲۹ آوریل ۱۹۶۸ در وین، اتریش) استندآپ کمدین اتریشی ایرانی‌الاصل است. او که نویسنده و بازیگر سینما و تلویزیون نیز هست، برآمده از سنت کاباره اتریشی است. نیاورانی در سال ۲۰۱۰ جایزه کاباره اتریشی را دریافت کرد و تا کنون سه بار برنده جایزه رمی بوده است.